# Iouri Oganessian
Pour les articles homonymes, voir Oganessian.
Iouri Tsolakovitch Oganessian (en russe : Юрий Цолакович Оганесян, Iouri Tsolakovitch Oganessian ;  en arménien : Յուրի Ցոլակի Հովհաննիսյան, Yowri Ts'olaki Hovhannisyan), né le 14 avril 1933 à Rostov-sur-le-Don, est un physicien nucléaire russe ayant effectué des recherches sur des éléments lourds.
Iouri Oganessian a des origines arméniennes. Il dirige le Flerov Laboratory of Nuclear Reactions (FLNR) à Doubna. En 2009, la découverte du flérovium par son équipe est confirmée .
Le 8 juin 2016, l'Union internationale de chimie pure et appliquée (UICPA) annonce son intention de baptiser l'élément 118  « oganesson » en l'honneur d'Oganessian,.

## Biographie
Iouri Oganessian étudie la physique nucléaire à l’Institut d'ingénierie physique de Moscou (MEPhI) de 1951 à 1956. Il a ensuite commencé sa carrière universitaire à l'Institut Kourtchatov de Moscou où il a travaillé sur les réactions nucléaires à partir de 1958.

## Distinctions et récompenses
Iouri Oganessian devient membre correspondant l'Académie des sciences d'URSS en 1990 puis académicien (membre à part entière) de l'Académie des sciences de Russie en 2003.
Il obtient des doctorats honoris causa de l'université Johann Wolfgang Goethe de Francfort-sur-le-Main (2002), de l'université de Messine (2009) et de l'université d'État d'Erevan, et est distingué par :
- le prix d'État de l'URSS (1975)[13] ;
- le prix Lise Meitner de la Société européenne de physique (2000)[14] ;
- l'ordre du Mérite pour la Patrie, 3e classe (2003)[15] ;
- le prix d'État de la fédération de Russie (2010)[16],[17] ;
- l'ordre d'honneur (it) d'Arménie (2016)[18].